# 쇼업
쇼업은 2019년 4월부터 매주 월요일 20시에 방송 중인 대한민국 음악 프로그램이다. 비인기 가수들이 주로 출연하는 프로그램으로, 특집 방송인 경우에 한해서만 인기가수들이 출연한다.